# Jardin Matheson
Jardine Matheson Holdings Limited (còn được gọi là Jardines) là một tập đoàn đa quốc gia có trụ sở tại Bermuda được thành lập tại Bermuda và có trụ sở chính tại Hồng Kông, với niêm yết chính trên Sở giao dịch chứng khoán London và niêm yết thứ cấp trên Sở giao dịch chứng khoán Singapore và Sở giao dịch chứng khoán Bermuda. Phần lớn lợi ích kinh doanh của nó là ở Châu Á, và các công ty con của nó bao gồm Jardine Pacific, Jardine Motors, Jardine Lloyd Thompson, Hongkong Land, Jardine Strategic Holdings, Dairy Farm, Tập đoàn khách sạn Mandarin Oriental, Jardine Cycle & Carriage và Astra International. Công ty này tài trợ cho Học bổng Jardine.